# V-리그 승부조작 사건
V-리그 승부조작 사건(—勝負造作事件)은 V-리그에서 활동하거나 활동했던 일부 선수들이 돈을 받고 승부를 조작한 것이 드러난 사건이다. 2012년 2월 8일에 대구지방검찰청이 2009-2010년 V-리그에서 승부 조작에 가담한 혐의로 수원 한국전력 빅스톰 소속 전·현직 선수 3명과 브로커 1명을 구속했다고 밝히면서 V-리그 승부조작 사건이 알려지게 되었다.

## 영향

### 선수 징계
한국배구연맹은 상벌 위원회를 열어 2012년 2월 13일에 승부 조작에 가담한 혐의로 조사를 받고 있었던 김상기, 박준범, 임시형, 최귀동에 대해 영구 제명 조치를 발표했으며 '이후 한국배구연맹은 혹시 여자부에서도 같은 일이 벌어지지 않는지의 여부를 조사했는데 이 과정에서 흥국생명의 전민정과 전유리를 적발해 냈다. 이후 3월 19일에 7명의 선수(최일규, 김영석, 송문섭, 강동진, 신요한, 전민정, 전유리)를 추가로 영구 제명했다. 이미 은퇴한 염순호와 정평호, 김동근, 양성만에 대해서는 한국배구연맹 관련 업무에 종사 금지의 징계를 받았다. 이 사건으로 2011-2012 V리그에서 프로화 이래 상승 기류를 타고 있었던 수원 KEPCO 빅스톰이 큰 타격을 받았고, 이듬해 2012-2013 V리그에서 연패를 거듭하게 되어 신춘삼 감독이 경질되는 원인이 되었다.

### 리그 진행
상무 배구단 소속 선수가 승부 조작에 연루되자, 2012년 2월 11일에 리그가 진행 중인 2011-2012년 V-리그 참가 중단을 선언하고 한국배구연맹에 불참을 통보했다. 이에 한국 배구 연맹은 같은 날 긴급 간담회를 개최하여 초청 팀 상무 배구단의 불참을 받아들이고 남은 5라운드와 6라운드 경기는 세트 0-3, 각 세트는 0-25로 부전패 처리하기로 결정하였다. 이 사건으로 최삼환 당시 감독이 정년을 앞둔 상태에서 자격 정지를 당했고, 박삼용에게 감독직을 넘기게 된다. 이후 상무 배구단은 실업 리그로 완전히 내려가게 된다.

### 다른 프로 스포츠로의 확산
K리그 승부조작 사건을 계기로 다른 프로 스포츠를 수사 중인 검찰은 프로 배구 뿐만이 아니라 한국 프로 야구에서 '첫 회 볼넷' 등을 두고 투수들과 모종의 거래가 있고, 프로 농구에서도 3점슛과 관련한 조작이 있었다는 진술이 확보되어 다른 프로 스포츠까지 승부 조작 사건이 확대될 조짐을 보였다.